# Probolinggo
Probolinggo ist eine Stadt in Indonesien an der Nordküste Ost-Javas und am Fuß des Vulkans Bromo.

## Geografie
Surabaya, die Provinzhauptstadt von Java-Timur, liegt 100 Kilometer westlich. Die Straße von Surabaya nach Banyuwangi, von wo aus eine Fährverbindung nach Bali besteht, führt über Probolinggo. Das Munizipium hatte Ende 2021 eine Bevölkerung von 242.419 Einwohnern.
Die Stadt Probolinggo ist verwaltungstechnisch in fünf Distrikte (Kecamatan) aufgeteilt. Diese gliedern sich weiter in 29 Dörfer städtischen Typs (Kelurahan):

### Administrative Gliederung
| Code 2   | Kecamatan Distrikt | Fläche (km²) | Volkszählung 2020 1 | Volkszählung 2020 1 | Volkszählung 2020 1 | Kelurahan (Verwaltungssitz in kursiv)                                                |
| Code 2   | Kecamatan Distrikt | Fläche (km²) | Einwohner 3         | 0Dichte 40          | Sex Ratio 5         | Kelurahan (Verwaltungssitz in kursiv)                                                |
| -------- | ------------------ | ------------ | ------------------- | ------------------- | ------------------- | ------------------------------------------------------------------------------------ |
| 35.74.01 | Kademangan         | 12,75        | 44.623              | 3.499,8             | 97,6                | Kademangan, Ketapang, Pilang, Poh Sangit Kidul, Triwung Kidul, Triwung Lor           |
| 35.74.02 | Wonoasih           | 10,98        | 35.213              | 3.207,0             | 100,4               | Jrebeng Kidul, Kedung Asem, Kedung Galeng, Pakis Taji, Sumber Taman, Wonoasih        |
| 35.74.03 | Mayangan           | 8,66         | 61.768              | 7.132,6             | 98,1                | Jati, Mangunharjo, Mayangan, Sukabumi, Wiroborang                                    |
| 35.74.04 | Kanigaran          | 10,65        | 60.230              | 5.655,4             | 97,4                | Curah Grinting, Kanigaran, Tisnonegaran, Kebonsari Kulon, Kebonsari Wetan, Sukoharjo |
| 35.74.05 | Kedopok            | 13,62        | 37.815              | 2.776,4             | 99,5                | Jrebeng Kulon, Jrebeng Lor, Jrebeng Wetan, Kareng Lor, Kedopok, Sumber Wetan         |
| 35.74    | Kota Probolinggo   | 56,67        | 239.649             | 4.228,9             | 98,4                |                                                                                      |

### Demographie
Ende 2021 (Bevölkerungsfortschreibung) herrschte ein leichter Frauenüberschuss (121.799 Personen bzw. 50,24 %). 43,87 % der Bevölkerung sind ledig, 46,76 % verheiratet, 2,54 % geschieden und 6,84 % verwitwet. Der Islam ist die vorherrschende Religion (97,11 %) in der Stadt, Protestanten (1,36 %) und Katholiken (1,07 %) nehmen nur eine unbedeutende Rolle ein.

## Wirtschaft
Zur Stadt gehört der vor allem von Fischerbooten genutzte Hafen. Die Fischereiindustrie spielt eine wichtige Rolle in der Wirtschaft der Stadt. Dazu kommt die handwerkliche Produktion von Keramik und Sarongs.
Probolinggo war schon im 19. Jahrhundert ein gewinnträchtiges regionales Zentrum für die Raffinierung und den Export von Zucker. Zucker ist  bis heute eines der wichtigsten Produkte der Region.
Die Stadt ist auch bekannt für die in ihrer Umgebung angebauten Mangobäume. Zur Bestäubung der Mangobäume tragen in der Trockenzeit – von Juli bis September – die Winde bei. Früher spielten auch die in der Nähe von Probolinggo angebauten Weintrauben eine Rolle als Wirtschaftsfaktor, aber heute nehmen die Weinberge nur noch eine kleine Fläche ein. In der Nähe Probolinggos wird von den einheimischen Bauern ferner Reis, Mais, Kaffee und Kautschuk angebaut.

## Sonstiges
Das Motto der Stadt ist in dem Wort Bestari enthalten, einem  Akronym, das aus den Initialen  der folgenden Worte zusammengesetzt ist: bersih (Sauberkeit), sehat (gesund), tertib (geordnet), aman (sicher), rapi (rein) und indah (schön).
Am 30. Januar 2009 wurde Probolinggo zu einem von der Vogelgrippe betroffenen Gebiet erklärt.

## Persönlichkeiten
- Lawrence Adam (1908–1941), niederländischer Fußballspieler